# Donji Petrovci
Donji Petrovci (srbsky Доњи Петровци) jsou vesnice v severní části Srbska, administrativně spadající pod opštinu Ruma. Vesnice leží v rovinaté krajině panonské nížiny v regionu Sremu. Protékají jí potoky Međeš a Jarcina.
Z národnostního hlediska je obyvatelstvo v drtivé většině srbské národnosti (přes 90 %). Počet obyvatel vesnice se pohybuje dlouhodobě ve vyšších stovkách, roku 2011 zde žilo 924 osob. Na rozdíl od okolních vesnic zde počet lidí neklesá. 
Vesnice má vlastní kostel a poštu. Severně od ní se rozkládá archeologické naleziště Basiana. Na východním okraji obce také stojí fotbalové hřiště. Vesnicí neprochází žádné významnější silniční komunikace a nejbližší železniční stanice se nachází v nedalekých Putincích.